# Fay Dowker
Helen Fay Dowker (Manchester, 9 de setembro de 1965) é uma física britânica. É professora de física teórica do Imperial College London. Seus interesses de pesquisa estão na gravidade quântica e, especialmente, na teoria dos conjuntos causais e nos fundamentos da mecânica quântica.

## Educação
Como estudante, ela estava interessada em matemática, mas depois mudou seu foco para física, mais especificamente para wormholes e cosmologia quântica. Ela fez pós-doutorado no Fermi National Accelerator Laboratory em Batavia, Universidade da Califórnia em Santa Barbara e California Institute of Technology em Pasadena. Ela estudou na universidade de Cambridge e deu palestras na Queen Mary, Universidade de Londres, antes de se mudar para Imperial.  Foi concedida a medalha Tyson em 1987 e terminou seu doutorado em 1990, orientada por Stephen Hawking.